# Huberte Gautreau
Huberte Gautreau (* 1934; † 27. März 2025) war eine feministische Aktivistin, Pädagogin und Pionierin der Frauenrechte in den akadischen Gemeinschaften und insgesamt in Kanada.
Sie ist bekannt für ihre zentrale Rolle bei der Verteidigung der Rechte frankophoner, akadischer Frauen im ländlichen New Brunswick sowie für ihr Engagement für soziale Gerechtigkeit, Lohngleichheit und Gleichstellung der Geschlechter. Als bedeutende Persönlichkeit der akadischen Frauenbewegung hatte sie einen nachhaltigen Einfluss auf die öffentliche Politik und die Entwicklung zahlreicher Gemeinschaftsorganisationen in der Provinz.

## Leben

### Jugend und Ausbildung
Huberte Gautreau stammt ursprünglich aus New Brunswick und wuchs in einer akadischen Gesellschaft auf, die von Ungleichheiten geprägt war, insbesondere gegenüber Frauen und Frankophonen. Diese Realität ermutigte sie, eine Karriere in der Krankenpflege anzustreben, einen Beruf, der es ihr ermöglichen würde, direkt mit gefährdeten Bevölkerungsgruppen zu arbeiten.

### Karriere im Pflegebereich und gesellschaftliches Engagement
Als Krankenpflegerin arbeitete Gautreau in verschiedenen Einrichtungen sowohl in Kanada als auch international. Sie engagiert sich aktiv in internationalen Kooperationsprojekten mit Cuso International, einer kanadischen Nichtregierungsorganisation, die sich der internationalen Entwicklung widmet. Ihre Missionen führten sie insbesondere nach Togo, wo sie am Bau von Wasserpumpen beteiligt war, und nach Peru, wo sie an einem Projekt zur Vorbeugung von Gebärmutterkrebs mitarbeitete. Diese Erfahrungen bestärkten sie in ihrer Überzeugung, dass es notwendig ist, die Ursachen der Ungleichheiten zu bekämpfen und soziale Gerechtigkeit zu fördern.

### Feministische Ansätze und Kampf um Lohngerechtigkeit
Zurück in New Brunswick engagierte sich Gautreau aktiv in der akadischen feministischen Bewegung. Im Jahr 1981 war sie Mitbegründerin des Carrefour pour femmes, eines Übergangshauses, welches weiblichen Opfern häuslicher Gewalt und sexueller Übergriffe im Südosten der Provinz Unterkunft und Dienstleistungen bietet.
Im Jahr 2000 spielte sie eine Schlüsselrolle bei der Teilnahme von Frauen aus New Brunswick am Marche mondiale des femmes (World March of Women), einer internationalen Bewegung um Armut und Gewalt gegen Frauen anzuprangern. Sie ist Co-Vorsitzende des Provinzkomitees, das über 150 Frauen mobilisiert, zu den Vereinten Nationen nach New York zu marschieren und dort insbesondere die Verabschiedung eines proaktiven Gesetzes zur Lohngleichheit zu fordern.
Gautreau war außerdem zweimal Präsidentin der Coalition pour l'équité salariale du Nouveau-Brunswick (New Brunswick-Koalition für Lohngleichheit) von 2001 bis 2003 und von 2008 bis 2009. Unter ihrer Führung setzte sich die Koalition für die Anerkennung des Rechts auf gleichen Lohn für gleichwertige Arbeit ein und trug zur Verabschiedung des Provincial Public Service Pay Equity Act von 2009 bei.

### Fondation Marichette
2015 gründete Gautreau die Fondation Marichette. Die Stiftung hat das Ziel, die Autonomie und Emanzipation von Frauen in prekären Situationen im Südosten von New Brunswick zu unterstützen. Inspiriert von Marichette, einer bekannten Figur aus der akadischen Tradition, die den Einfallsreichtum, die Gerissenheit und die Widerstandsfähigkeit der Frauen symbolisiert, gab Gautreau der Stiftung eine Satzung, die sowohl konkret als auch zutiefst symbolisch war: Frauen zu ermöglichen, durch Bildung die Kontrolle über ihr Leben zurückzugewinnen.
Ziel der Marichette Foundation ist es, Stipendien an Frauen zu vergeben, die mit großen Hindernissen wie Armut, Alleinerziehung, Gewalt, Isolation oder gesundheitlichen Problemen konfrontiert sind. Ziel dieser Stipendien ist es, Frauen in der Region den Zugang zu weiterführenden Studien – ob an einer Hochschule, einer Universität oder im Berufsleben – zu erleichtern und ihnen den Abschluss eines solchen Studiums zu ermöglichen.
Von Anfang an hat sich die Stiftung als wichtiges Instrument zur Schließung einer Lücke im sozialen Gefüge der Akadier positioniert: durch die finanzielle Unterstützung von Frauen, für die Bildung einen Weg in die Unabhängigkeit darstellt, deren begrenzte Mittel diesen Weg jedoch oft versperren. Darüber hinaus unterstützt die Stiftung indirekt die Verbesserung der Lebensbedingungen in den Familien und Gemeinden, in denen diese Frauen aktiv sind.
2016 erinnerte Gautreau an das Ziel der Stiftung:

„Viele Frauen haben nach wie vor grosse finanzielle Schwierigkeiten. Wer allein mit seinen Kindern lebt, muss manchmal sein Studium aufgeben. Unsere Stiftung möchte ihnen helfen, diese Hürden zu überwinden.“

Seit ihrer Gründung hat die Stiftung von der Unterstützung mehrerer gemeinschaftlicher, religiöser und institutioneller Partner profitiert, darunter die Filles Marie-de-l’Assomption, Assomption-Vie, die Religieuses Notre-Dame-du-Sacré-Cœur, UNI Coopération Financière, Margaret McCain, Frankund Julie McKenna sowie verschiedene Gruppen und Einzelpersonen aus dem akadischen feministischen Milieu.

### Werke
Neben ihrem Aktivismus ist Huberte Gautreau Autorin des Buches „Vers l’équité salariale“ („Auf dem Weg zur Lohngleichheit“), welches bei Éditions Perce-Neige erschienen ist. Dieses Buch zeugt von ihrem Engagement und Überlegungen zu den Herausforderungen im Zusammenhang mit Lohngleichheit.

## Ehrungen
Im Laufe ihres Lebens erhielt Huberte Gautreau zahlreiche Auszeichnungen für ihr außergewöhnliches Engagement:
- Prix des droits de la personne du Nouveau-Brunswick (Menscherechtspreis von Neouveau Brunswick, 1995): Verliehen für bedeutende Beiträge zur Förderung der Menschenrechte in der Provinz.[15]
- Prix du Gouverneur général im Andenken an die „affaire personne“ (2004): nationale Anerkennung für ihre Rolle bei der Förderung der Gleichberechtigung der Frau in Kanada.
- Médaille de la paix du YMCA: für die Arbeit für soziale Gerechtigkeit und Frieden.[16]
- Ordre de Moncton (2016): höchste kommunale Auszeichnung für ihren Beitrag zur Gemeinschaft von Moncton.[17]
- Prix A.-M.-Sormany (2022): verliehen von der Société de l’Acadie du Nouveau-Brunswick in Anerkennung ihres Engagements und ihres unschätzbaren Beitrags zur Entwicklung von Acadia.[18]

## Vermächtnis
Zum Tod von Gautreau am 27. März 2025 wurden aus der Communauté Acadienne, von feministischen Organisationen und Gemeinschaften zahlreiche Nachrufe veröffentlicht. Ihr Engagement inspiriert auch künftige Generationen im Kampf für Gleichberechtigung, soziale Gerechtigkeit und die Anerkennung der Frauenrechte.